# Ситьковское сельское поселение
Ситьковское сельское поселение — бывшее муниципальное образование в составе Велижского района Смоленской области России. Административный центр — деревня Ситьково. На территории поселения находилось 20 населённых пунктов.
Образовано 2 декабря 2004 года. Упразднено 20 декабря 2018 года, территория и населённые пункты переданы в Селезнёвское сельское поселение.
Главой поселения и Главой администрации являлась Шелаева Анна Васильевна .

## Географические данные
- Общая площадь: 112,8 км²
- Расположение: северная часть Велижского района
- Граничило:
  - на севере — с Псковской областью
  - на востоке и юго-востоке — с Селезнёвским сельским поселением
  - на юго-западе и западе — с Велижским городским поселением
- По территории поселения проходит автомобильная дорога Велиж — Логово.
- Крупная река: Западная Двина.

## Экономика
Сельхозпредприятия, школа, магазины.

## Население
В состав поселения входили следующие населённые пункты:
- Деревня Ситьково — административный центр
- Бабка, деревня
- Варныши, деревня
- Городец, деревня
- Дорожкино, деревня
- Ехны, деревня
- Задубровье, деревня
- Кожеки, деревня
- Корени, деревня
- Логово, деревня
- Маклок, деревня
- Макуни, деревня
- Матюхи, деревня
- Михалово, деревня
- Осиновка, деревня
- Проявино, деревня
- Рябково, деревня
- Тхарино, деревня
- Узвоз, деревня
- Смоленский Брод, хутор

Общая численность населения — 767 человек.